# Ivelin Popov
Pour les articles homonymes, voir Popov.
Ivelin Ivanov Popov (en bulgare : Ивелин Иванов Попов) est un footballeur international bulgare né le 26 octobre 1987 à Sofia. Il évolue au poste de milieu offensif.

## Biographie

### En club
Ivelin Popov joue 4 matchs en Ligue des champions avec le Litex Lovetch. Lors de cette compétition, il inscrit un but contre le club monténégrin du Rudar Pljevlja en juillet 2010, à l'occasion du deuxième tour préliminaire (victoire 1-0).
Le 1er août 2013, il inscrit un doublé en Ligue Europa avec le Kouban Krasnodar, lors d'un déplacement sur la pelouse de Motherwell (victoire 0-2).
Popov annonce son départ du Spartak Moscou en janvier 2019. Il rejoint quelques jours plus tard le FK Rostov.

### En équipe nationale
Ivelin Popov reçoit sa première sélection en équipe de Bulgarie le 22 août 2007, en amical contre le Pays de Galles (défaite 0-1).
Il inscrit son premier but avec l'équipe de Bulgarie le 11 février 2009, lors d'un déplacement amical à Lancy, contre la Suisse (match nul 1-1).
En 2014, il officie comme capitaine de l'équipe de Bulgarie, et ceci sans discontinuer, soit un total de 23 matchs consécutifs.
Il joue cinq matchs comptant pour les éliminatoires du Mondial 2010, et dix matchs dans le cadre des éliminatoires du mondial 2014. Il inscrit trois buts lors des éliminatoires des Coupes du monde.

## Statistiques
| Saison                | Club                  | Championnat           | Championnat | Championnat | Coupe(s) nationale(s) | Coupe(s) nationale(s) | Compétition(s) continentale(s) | Compétition(s) continentale(s) | Compétition(s) continentale(s) | Total | Total |
| Saison                | Club                  | Division              | M.          | B.          | M.                    | B.                    | Comp.                          | M.                             | B.                             | M.    | B.    |
| 2005-2006             | Litex Lovetch         | D1                    | 9           | 5           | 2                     | 0                     | C3                             | 1                              | 0                              | 12    | 5     |
| 2006-2007             | Litex Lovetch         | D1                    | 19          | 1           | -                     | -                     | C3                             | 2                              | 0                              | 21    | 1     |
| 2007-2008             | Litex Lovetch         | D1                    | 26          | 10          | 5                     | 1                     | C3                             | 6                              | 6                              | 37    | 17    |
| 2008-2009             | Litex Lovetch         | D1                    | 22          | 3           | 4                     | 4                     | C3                             | 4                              | 2                              | 30    | 9     |
| 2009-2010             | Litex Lovetch         | D1                    | 18          | 7           | -                     | -                     | -                              | -                              | -                              | 18    | 7     |
| 2010-2011             | Litex Lovetch         | D1                    | 3           | 0           | -                     | -                     | C3                             | 4                              | 1                              | 7     | 1     |
| Sous-total            | Sous-total            | Sous-total            | 97          | 26          | 11                    | 5                     | -                              | 17                             | 9                              | 125   | 40    |
| 2010-2011             | Gaziantepspor         | D1                    | 28          | 2           | 8                     | 2                     | -                              | -                              | -                              | 36    | 4     |
| 2011-2012             | Gaziantepspor         | D1                    | 37          | 7           | -                     | -                     | C3                             | 4                              | 1                              | 41    | 8     |
| Sous-total            | Sous-total            | Sous-total            | 65          | 9           | 8                     | 2                     | -                              | 4                              | 1                              | 77    | 12    |
| 2012-2013             | Kouban Krasnodar      | D1                    | 23          | 9           | 3                     | 0                     | -                              | -                              | -                              | 26    | 9     |
| 2013-2014             | Kouban Krasnodar      | D1                    | 30          | 6           | -                     | -                     | C3                             | 8                              | 3                              | 38    | 9     |
| 2014-2015             | Kouban Krasnodar      | D1                    | 27          | 4           | 5                     | 1                     | -                              | -                              | -                              | 32    | 5     |
| Sous-total            | Sous-total            | Sous-total            | 80          | 19          | 8                     | 1                     | -                              | 8                              | 3                              | 96    | 23    |
| 2015-2016             | Spartak Moscou        | D1                    | 29          | 4           | 2                     | 2                     | -                              | -                              | -                              | 31    | 6     |
| 2016-2017             | Spartak Moscou        | D1                    | 22          | 2           | 1                     | 0                     | C3                             | 1                              | 0                              | 24    | 2     |
| 2017-2018             | Spartak Moscou        | D1                    | 13          | 0           | 3                     | 0                     | C1                             | 5                              | 0                              | 21    | 0     |
| 2018-2019             | Spartak Moscou        | D1                    | 13          | 0           | 2                     | 0                     | C1+C3                          | 1+5                            | 1+0                            | 21    | 1     |
| Sous-total            | Sous-total            | Sous-total            | 77          | 6           | 8                     | 2                     | -                              | 12                             | 1                              | 97    | 9     |
| 2017-2018             | Rubin Kazan (prêt)    | D1                    | 9           | 4           | -                     | -                     | -                              | -                              | -                              | 9     | 4     |
| 2018-2019             | FK Rostov             | D1                    | 12          | 1           | 3                     | 2                     | -                              | -                              | -                              | 15    | 3     |
| 2019-2020             | FK Rostov             | D1                    | 25          | 5           | 2                     | 1                     | -                              | -                              | -                              | 27    | 6     |
| 2020-2021             | FK Rostov             | D1                    | 2           | 0           | -                     | -                     | -                              | -                              | -                              | 2     | 0     |
| Sous-total            | Sous-total            | Sous-total            | 48          | 10          | 5                     | 3                     | -                              | -                              | -                              | 53    | 13    |
| 2020-2021             | FK Sotchi             | D1                    | 1           | 0           | -                     | -                     | -                              | -                              | -                              | 1     | 0     |
| 2021-2022             | FK Sotchi             | D1                    | 21          | 5           | 1                     | 0                     | C4                             | 3                              | 0                              | 25    | 5     |
| Total sur la carrière | Total sur la carrière | Total sur la carrière | 389         | 75          | 40                    | 13                    | -                              | 44                             | 14                             | 473   | 102   |

## Palmarès
Litex Lovetch
- Champion de Bulgarie en 2010 et 2011.
- Vainqueur de la Coupe de Bulgarie en 2008 et 2009.
- Vainqueur de la Supercoupe de Bulgarie en 2010.

 Spartak Moscou
- Champion de Russie en 2017.